# Галліполіс-Феррі (Західна Вірджинія)
Галліполіс-Феррі (англ. Gallipolis Ferry) — переписна місцевість (CDP) в США, в окрузі Мейсон штату Західна Вірджинія. Населення — 735 осіб (2020).

## Географія
Галліполіс-Феррі розташований за координатами 38°46′28″ пн. ш. 82°12′15″ зх. д. / 38.77444° пн. ш. 82.20417° зх. д. (38.774495, -82.204045).  За даними Бюро перепису населення США в 2010 році переписна місцевість мала площу 7,18 км², з яких 5,89 км² — суходіл та 1,29 км² — водойми.

## Демографія
Згідно з переписом 2010 року, у переписній місцевості мешкало 817 осіб у 349 домогосподарствах у складі 244 родин. Густота населення становила 114 особи/км².  Було 381 помешкання (53/км²).
Расовий склад населення:
| - 98,5 % — білих - 0,2 % — корінних американців |

До двох чи більше рас належало 1,2 %. Частка іспаномовних становила 1,0 % від усіх жителів.
За віковим діапазоном населення розподілялося таким чином: 20,8 % — особи молодші 18 років, 60,8 % — особи у віці 18—64 років, 18,4 % — особи у віці 65 років та старші. Медіана віку мешканця становила 45,4 року. На 100 осіб жіночої статі у переписній місцевості припадало 89,1 чоловіків;  на 100 жінок у віці від 18 років та старших — 89,2 чоловіків також старших 18 років.
Середній дохід на одне домашнє господарство  становив 46 448 доларів США (медіана — 33 646), а середній дохід на одну сім'ю — 50 796 доларів (медіана — 40 476). За межею бідності перебувало 18,2 % осіб, у тому числі 17,3 % дітей у віці до 18 років та 12,4 % осіб у віці 65 років та старших.
Цивільне працевлаштоване населення становило 389 осіб. Основні галузі зайнятості: освіта, охорона здоров'я та соціальна допомога — 26,7 %, виробництво — 23,7 %, мистецтво, розваги та відпочинок — 21,6 %.